# Brachyscleroma glabrifacialis
Brachyscleroma glabrifacialis är en stekelart som beskrevs av He, Chen och Ma 2000. Brachyscleroma glabrifacialis ingår i släktet Brachyscleroma och familjen brokparasitsteklar. Inga underarter finns listade.